# Comedia de bandoleros
La comedia de bandoleros es un subgénero dramático español aparecido en el siglo XVII y desarrollado sobre todo en el siglo XVIII, en estrecho contacto con el subgénero narrativo del "romance de guapos" o bandoleros de los pliegos de cordel.

## Historia
Aunque el primer dramaturgo español que utilizó a forajidos como personajes secundarios fue el clasicista de fines del siglo XVI Cristóbal de Virués en su tragedia La infelice Marcela (escrita alrededor de 1580), biografías de bandoleros en piezas teatrales se encuentran ya en el primer tercio del siglo XVII en piezas como Antonio Roca de Lope de Vega (entre otras suyas perdidas, como El salteador agraviado o solo atribuidas al Fénix de los ingenios como Las dos bandoleras), El condenado por desconfiado de Tirso de Molina (Enrico), La devoción de la Cruz de Pedro Calderón de la Barca (Eusebio) o El esclavo del demonio de Antonio Mira de Amescua (el rijoso clérigo don Gil y Lisarda, arrastrada a esa vida por él).
Es consecuencia de la injusticia social existente en regiones donde ese mal, el bandolerismo, era endémico, como por ejemplo Andalucía, Levante y Cataluña, pero también en otras regiones. El elemento sensacionalista de las historias relacionadas con estos violentos marginados, llamados en la época "guapos", entregados al robo por asalto o sin él, al secuestro, al contrabando y la extorsión, suscitaba la curiosidad social y era de naturaleza tan espectacular que no tardó en ser explotado por los corrales de comedias.
Así, se componen, publican y representan obras de valentones, jaques y quitavidas como El catalán Serrallonga y bandos de Barcelona (de Antonio Coello, Luis Vélez de Guevara y Francisco Rojas Zorrilla), Nardo Antonio, bandolero (de Antonio Mira de Amescua), El bandolero de Flandes (de Álvaro Cubillo de Aragón), El bandolero Solposto (de Francisco de Rojas Zorrilla, Pedro Rosete y Jerónimo de Cáncer), La ninfa del cielo de Tirso de Molina, El niño diablo de Luis Vélez de Guevara, El tejedor de Segovia de Juan Ruiz de Alarcón, San Franco de Sena de Agustín Moreto y también otras con protagonista femenino, mujeres que se echan al monte o se dedican al robo tras ser deshonradas por un hombre: La serrana de la Vera (de Luis Vélez de Guevara, con versión anterior de Lope de Vega) o La bandolera de Baeza -atribuida a Agustín Moreto-, La montañesa de Asturias, La ninfa del cielo, La dama del olivar...). En un auto sacramental calderoniano, el personaje alegórico de La Culpa aparece "vestida a lo bandolero, con capa gascona, montera, charpa y pistolas" en lo alto de una montaña.
Pero es a lo largo del siglo XVIII, sobre todo en su primera mitad, cuando este género alcanza su apogeo, con éxitos tan sonoros como los de Gabriel Suárez El asombro de Jerez y terror de Andalucía y El bandido más honrado y que tuvo mejor fin, Mateo Vicente Benet, de la que tuvo que hacer una segunda parte. Incluso aparecen subgéneros como la comedia de guapos (aventuras de valentones, con protagonistas prototipos de valor y bizarría: Ponerse hábito sin pruebas y guapo Julián Romero o El más valiente extremeño, Bernardo de Montijo, ambas de José de Cañizares) o comedias de contrabandistas (cuyos problemas con la ley nutren el argumento de persecuciones, cárceles y juicios, como en El más temido andaluz y guapo Francisco Esteban, de José Vallés, sobre el personaje sin duda más popular de los pliegos de cordel de la época). Por afán de novedad y para ganar espectacularidad en su exotismo, las comedias de bandoleros se fueron ubicando cada vez más en muy distintos lugares: en Aragón (El amor bandolero, La dama del olivar y Las tres justicias en una), en Segovia (El tejedor de Alarcón) o en Portugal (El bandolero Solposto). Unas diez se situarían en Italia (Nardo Antonio bandolero, El condenado por desconfiado, La ninfa del cielo y su refundición La bandolera de Italia, El niño diablo, La devoción de la Cruz, San Franco de Sena y dos de Felipe Godínez: O el fraile ha de ser ladrón y Ha de ser lo que Dios quiera, refundida por Pedro Francisco de Lanini como Será lo que Dios quisiere), una al menos en Flandes, e incluso varias en el Medio Oriente.

## Características
Según Víctor Dixon (2006), la fórmula de este género menor fue creada, en germen al menos, por Lope de Vega en su comedia Antonio Roca, inspirada en un personaje real que murió ajusticiado en 1546 por orden del Rey. Fue uno de los experimentos dramáticos de su turbulenta juventud, en que Lope se decantaba entonces por hechos particulares más que generales en materias históricas. Estas son las características principales del género:
1. Protagonista joven y noble o de clase acomodada, abocado al bandolerismo por algún tipo de deshonra sufrida por su familia.
2. La relación paterno-filial es clave para que el joven decida convertirse en bandolero y para poder redimirse.
3. Pese a sus delitos, respeta la figura del monarca.
4. Sufre la traición de uno de sus hombres, y es apresado.
5. Puede tener una amante que le acompaña por haberse visto implicada en el caso de la deshonra o porque sigue a su amado.
6. Ella y él terminan arrepentidos de sus pecados, y, si no logran el perdón real, al menos logran el divino.[3]

Motivos secundarios son que las autoridades pongan precio a su cabeza, que el protagonista se burle de ello o que unos músicos canten sus fechorías augurándole su final y provocando su ira. Su estructura es lineal, biográfica, casi siempre inspirada en personajes reales semilegendarios (Antoni Roca, la serrana de la Vera, San Pedro Armengol, Pedro Carbonero, Perot Rocaguinarda, Cristóbal de Lugo, Nardo Antonio, San Franco de Sena, Solposto, Francisco Esteban); se desarrollan especialmente los episodios de aventuras y los periodos más considerados son la madurez y final del protagonista, siempre en busca de situaciones límite. La Ilustración criticó este tipo de comedias porque escenificaban delitos, ensalzaban a los delincuentes y promovían la rebeldía y la burla ante la autoridad del despotismo ilustrado.

## Comedias de bandoleros más famosas
- Lope de Vega, La serrana de la Vera, Pedro Carbonero y Antonio Roca.
- Pedro Calderón de la Barca, La devoción de la cruz
- Tirso de Molina, El condenado por desconfiado y La ninfa del cielo
- Luis Vélez de Guevara, La serrana de la Vera y El niño diablo
- Álvaro Cubillo de Aragón, El bandolero de Flandes
- Francisco Rojas Zorrilla, El bandolero Solposto
- Coello, Rojas y Vélez, El catalán Serrallonga
- Felipe Godínez, O el fraile ha de ser ladrón o el ladrón ha de ser fraile
- Agustín Moreto, San Franco de Sena
- Juan Ruiz de Alarcón, El tejedor de Segovia
- Antonio Mira de Amescua, Nardo Antonio, bandolero y El esclavo del demonio.
- Anónima, La orden de redención y Virgen de los Remedios.
- Anónima, Las dos bandoleras y fundación de la Santa Hermandad
- Anónima, El africano cruel o El prodigio de Etiopía.